# Smalsporig hangkommetje
Het smalsporig hangkommetje (Merismodes fasciculata, synoniem: Merismodes confusa) is een schimmel behorend tot de familie Niaceae. Het leeft saprotroof op (dunne) takken van loofbomen, in loofbossen en struwelen, meestal in kleine groepen door de schors van dode maar nog niet afgevallen takken heen brekend.

## Kenmerken
Het vormt meestal dichte clusters van zeer kleine vruchtlichamen. Een enkel vruchtlichaam is ongeveer 0,5 breed en 1 mm hoog. Het bestaat uit een beker en een steel, waarbij de steel korter is dan de beker. Jonge vruchtlichamen zijn gesloten en aan de bovenkant grijsbeige behaard, oudere zijn open met een gat aan de bovenkant, in de vorm van een kom met een glad binnenoppervlak.
De sporen zijn glad, cilindrisch en meten 7,5–11 × 2–3 μm.

## Ecologie
Het komt voor op dode boomstammen en takken en groeit direct op het hout.

## Vergelijkbare soorten
Zeer vergelijkbaar is het breedsporig hangkommetje (Merismodes anomala), evenals enkele andere soorten van de geslachten Cyphellopsis en Merismodes. Om het smalsporig hangkommetje met zekerheid van het breedsporig hangkommetje te onderscheiden is microscopisch onderzoek noodzakelijk. 

## Verspreiding
In Nederland komt het smalsporig hangkommetje vrij algemeen voor.